# Depressió del Caspi

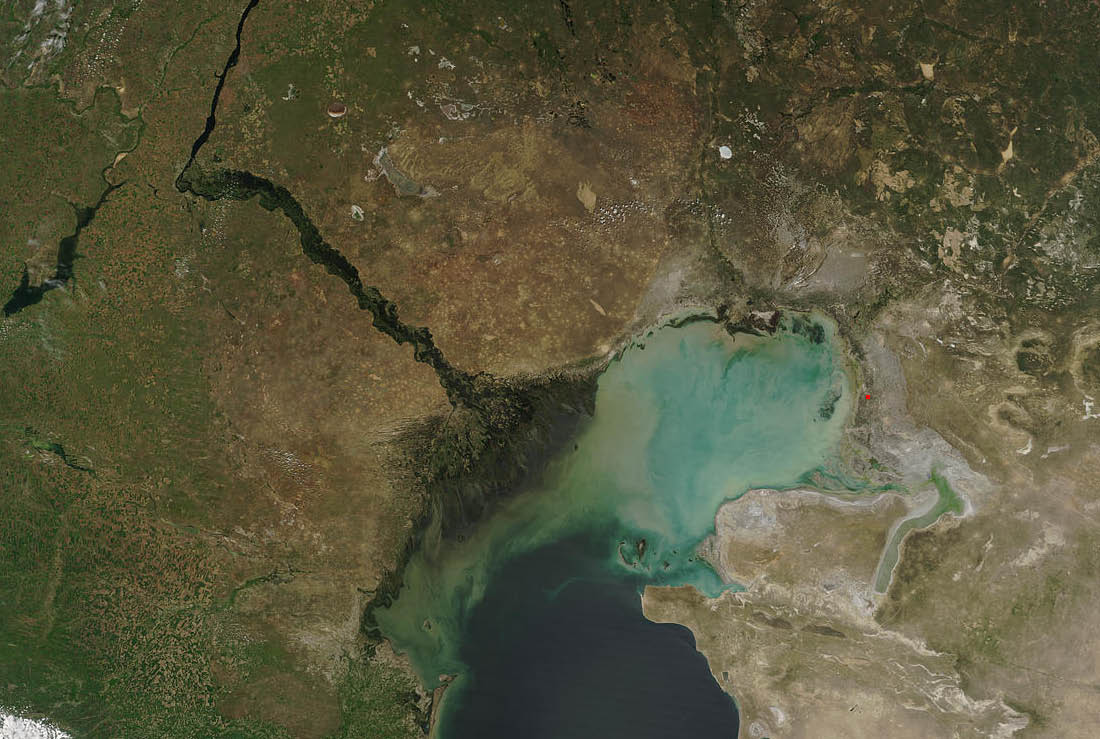
La depressió del Caspi i el nord de la mar Càspia des de l'espai

La depressió del Caspi o depressió caspiana (en rus:Прикаспийская низменность) és una regió plana que es troba a la part nord de la mar Càspia. En la seva totalitat està per sota del nivell del mar. És la part nord de la depressió aralocaspiana que es troba al voltant de la mar d'Aral i la mar Càspia.
La depressió caspiana és a 28 m per sota del nivell del mar en contacte amb la riba nord de la mar Càspia. La depressió es troba al punt final del desert de Ryn, i es troba entre Kazakhstan i Rússia. La majoria de la república russa de Kalmykia es troba a la depressió del Caspi. El Volga i el riu Ural flueixen cap a la mar Càspia per aquesta regió. Els deltes dels rius Volga i Ural ´formen grans aiguamolls. Ocupa una superfície de 200.000 quilòmetres². Les dues ciutats principals d'aquesta zona són Astracan a Rússia i Atirau al Kazakhstan
El nord de la depressió caspiana tenen un clima continental semiàrid, ja que tenen una pluviometria anual de 300 litres o menys i menys del 10% de la regió està sota regadiu. Qaraqiya, és el punt més baix del Kazakhstan, es troba en aquesta part nord de la depressió a 132 metres per sota del nivell del mar.

## Geografia
Es creu que aquesta depressió va estar formada per forces tectòniques. Aquesta zona és molt rica en reserves de petroli i de gas, els oleoductes i gasoductes la travessen. També té importants dipòsits de sal, el de Chelkar ocupa 3,237 km² i fa uns 8 km de fondària.
La regió sud de la depressió es caracteritza per tenir llocs pantanosos per l'acció de la marea, actualment el Volga hi porta molta contaminació i n'amenaça la seva biodiversitat (especialment en insectes).